# Lake Verea
Lake Verea es un dúo queer de artistas visuales mexicanas activo desde 2005, conformado por Francisca Rivero-Lake Cortina, (Ciudad de México, 11 de diciembre de 1973) y Carla Verea Hernández (Ciudad de México, 3 de febrero de 1978). El nombre Lake Verea combina sus apellidos ya que realizan en conjunto su práctica artística que se enfoca en la experimentación en torno a la fotografía expandida, tocando otros medios como instalación, textil, performance y video.

## Biografía
Ambas artistas que conforman Lake Verea nacieron en la Ciudad de México en la década de 1970. Francisca Rivero-Lake Cortina estudió la licenciatura en Historia del arte en la Universidad Iberoamericana Ciudad de México entre 1993 y 1998 y realizó estudios de fotografía en Parsons School of Design en París en 1993. Carla Verea Hernández estudió la licenciatura en Comunicación en la Universidad Iberoamericana Ciudad de México entre 1998 y 2003 y también tomó clases en el International Center of Photography en Nueva York entre 2000 y 2001. Desde 2005 producen obra a cuatro manos y cuatro ojos, profundizando en las posibilidades interdisciplinarias del discurso fotográfico. Su trabajo complejiza el concepto de procedimientos fotográficos individualizados: comparten cámaras idénticas con diferentes lentes de tal manera que no pueden estar seguras quien es autora de cada toma, y colaboran en la definición de criterios de exposición y producción de las impresiones y su colocación en series y narrativas.

## Estilo artístico
Lake Verea experimenta con técnicas, formatos y procesos fotográficos para crear obras íntimas y personales que ponen en cuestión o renuevan construcciones culturales consagradas, planteando sus lecturas desde nuevas perspectivas y desde un giro en el enfoque de género. Entre sus principales temas de investigación se encuentran la memoria, el retrato, la arquitectura moderna y la exploración de archivos de artistas. Asimismo, su producción abarca una exploración arqueológica en la historia del medio: usan cámaras análogas y digitales de diversos formatos según el proyecto en cuestión, y aparatos desde modelos antiguos del siglo XIX hasta el iPhone que se convierten en extensiones de sus procesos perceptivos corpóreos. Asimismo, han desarrollado modos de producción que refuerzan su identidad como dúo: trabajan con dos cámaras simultáneas que intercambian durante la sesión, crean personajes que encarnan durante la etapa de investigación para coadyuvar a la creación de nuevas narrativas, y reubican la mirada y las condiciones de la tarea fotográfica para lograr una visión íntima y subjetiva que cuestiona la historia monolítica patriarcal.

## Obra
En 2002 realizaron su primera muestra en París, titulada “Argent” (Plata), en la galería Bendana Pinel Arte Contemporáneo. Para ella las artistas eligieron objetos producidos entre el siglo XVIII y la actualidad, en su mayoría en plata mexicana, por la relación que tienen con cada uno. Las fotografías, en esta muestra, son las primeras imágenes tomadas por Lake Verea con una gigantesca cámara del siglo XIX, reconfigurada, hecha de vidrio esmerilado y provista de una lente de latón sin apertura que denominan una “cámara mamut”.
Una buena parte de su producción también se ha dedicado a revisar el legado estético de las vanguardias artísticas y sus protagonistas masculinos desde una perspectiva contemporánea, particularmente el patrimonio arquitectónico. Una serie de 2008 titulado Portrait of Mr. Luis Barragán Morfin, Architect, from His 1957 Cadillac Coupe de Ville aborda las contradicciones entre un auto que había sido el epítome de la modernidad--al igual que la obra de su dueño--y su situación contemporánea como reliquia en el garage de la residencia del renombrado arquitecto. Asimismo, en Dark Rooms, Barragán in Penumbra (2012–13), Lake Verea continúa sus exploraciones de la casa que Barragán diseñó en 1948 y habitó durante cuarenta años; fotografían sus habitaciones en la noche, a la luz de la luna, en una apuesta estética que se contrapone a la asociación convencional del arquitecto con innovaciones en materia de luz y color. 
En 2019 Lake Verea presenta en el Museo Vitra Design, en la localidad de Weil am Rhein, Alemania, la exposición Paparazza moderna, culminación del proyecto homónimo que realizaron entre 2011 y 2018.  Presentada en tres capítulos, la muestra reúne materiales derivados de una investigación a lo largo de siete años en la que Lake Verea fotografiaron, en plan de voyeur, sin permisos ni aviso, las casas diseñadas tras su exilio en Estados Unidos por varios arquitectos canónicos del modernismo europeo, entre ellos Walter Gropius, Marcel Breuer, Richard Neutra, R. M. Schindler y Ludwig Mies van der Rohe. 
La exposición Uno a uno/Bellas Artes. Lake Verea que se inaugura en el Palacio de Bellas Artes de la Ciudad de México en 2019 presenta fotografías realizadas por la pareja de creadoras que entran en diálogo con la monumentalidad del edificio desde una perspectiva oblicua, enfocándose en detalles y en algunos casos jugando con modos de hacerlos "accesibles" al público, de tal manera que se materializa una crítica plástica del discurso arquitectónico y decorativo que sustenta la legitimación de la nación.
El volumen Anni and Josef Albers by Lake Verea publicado en 2021 es el resultado de una residencia artística en la Fundación Josef y Anni Albers, un retrato fotográfico íntimo de la pareja Albers por medio de una exploración de los objetos personales en su archivo.

## Premios y reconocimientos
- 2013 Premio de Adquisición Colección Purificación García. Madrid, España.
- 2008 Premio Retrato XIII Bienal de Fotografía del Centro de la Imagen, Ciudad de México
- 2007 Ganador del premio internacional del British Journal of Photography. Londres, Inglaterra.
- 2005 Primer lugar como retrato en serie, VI Bienal de Fotoperiodismo Centro de la Imagen, Ciudad de México.